# Idalus ochreata
Idalus ochreata är en fjärilsart som beskrevs av William Schaus 1905. Idalus ochreata ingår i släktet Idalus och familjen björnspinnare. Inga underarter finns listade i Catalogue of Life.